# Aquatics Centre w Londynie
Aquatics Centre (Centrum Sportów Wodnych) – duża pływalnia zlokalizowana w Parku Olimpijskim w Londynie, zbudowana na potrzeby Letnich Igrzysk Olimpijskich 2012 oraz Letnich Igrzysk Paraolimpijskich 2012. Do najważniejszych elementów kompleksu należą: basen główny (o długości 50 m), basen do nurkowania (25 m), basen rozgrzewkowy (50 m), wieża do skoków do wody oraz strefa suchej rozgrzewki. 
Budowa Centrum rozpoczęła się w 2008 roku, zaś jego oddanie do użytku miało miejsce w lipcu 2011. Budynek pierwotnie składał się z dwóch części: stałej i tymczasowej. Część tymczasowa zawierała większość trybun, na których podczas igrzysk mogło zasiąść 17500 widzów. Po zakończeniu igrzysk rozpoczęła się przebudowa obiektu, która ma potrwać do 2014 roku. Część tymczasowa zostanie rozebrana, przez co pojemność obiektu zmniejszy się do 2500 widzów. Sama pływalnia pozostanie miejscem rozgrywania najważniejszych zawodów oraz treningu czołowych brytyjskich zawodników, jednak na co dzień będzie ogólnodostępna dla pływaków-amatorów, a także dla drużyn klubowych i szkolnych.

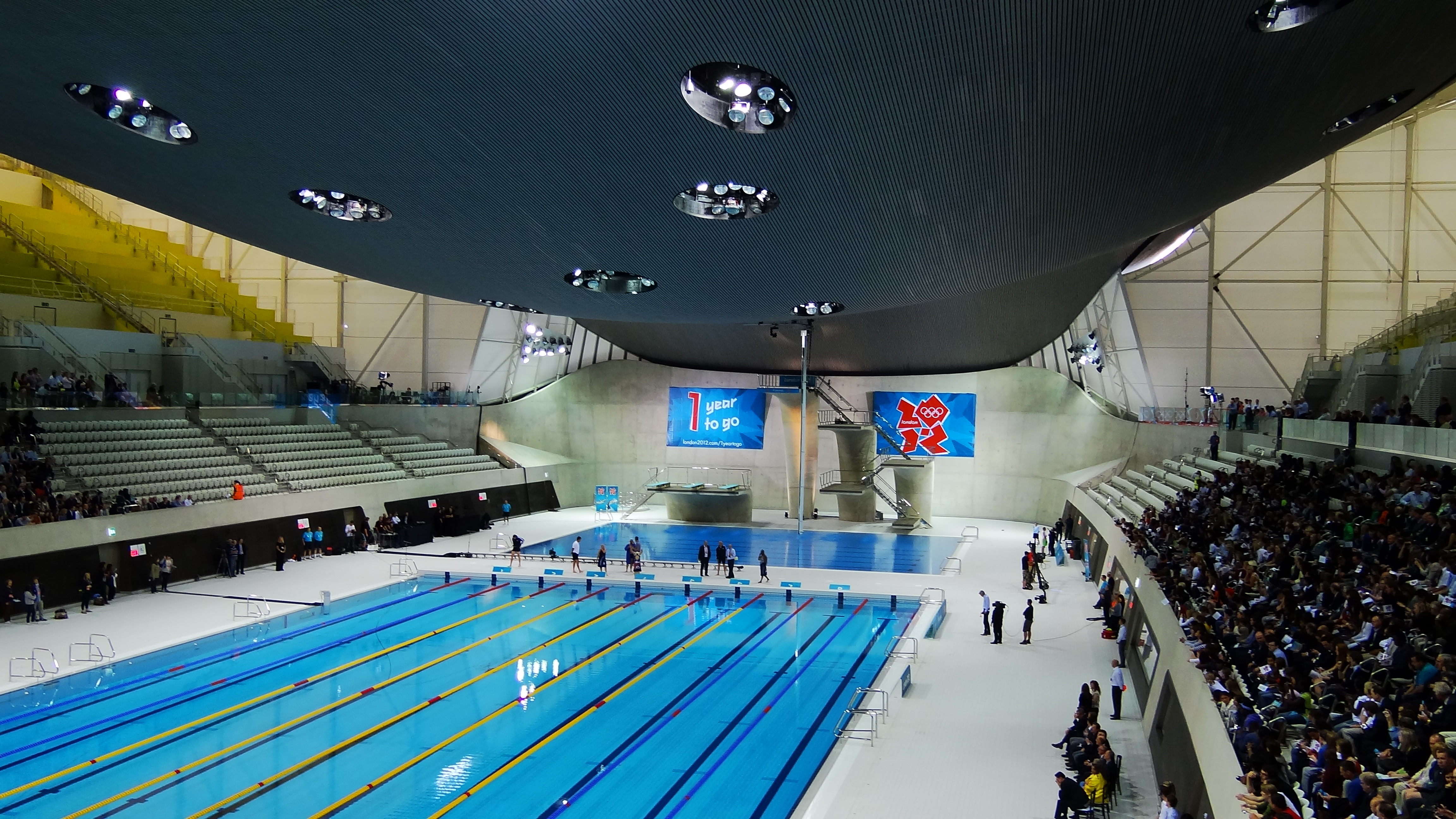
Wnętrze pływalni podczas ceremonii jej otwarcia w lipcu 2011

Aquatics Centre został zaprojektowany przez architekt Zahę Hadid, laureatkę Nagrody Pritzkera.